# Sebastian Boenisch
Sebastian Boenisch, född 1 februari 1987 i Gliwice, är en polsk-tysk fotbollsspelare som spelar som vänsterback för 1860 München.
Han var uttagen i Polens trupp vid fotbolls-EM 2012.

## Meriter

### Werder Bremen
- Tyska ligan: Andra plats 2007/2008
- Uefacupen: Andra plats 2008/2009
- Tyska cupen: 2008/2009

### Tyskland U21
- U21-EM: 2009